# (11308) Tofta
(11308) Tofta est un astéroïde de la ceinture principale.

## Description
(11308) Tofta est un astéroïde de la ceinture principale. Il fut découvert le 21 mars 1993 à La Silla par le programme UESAC. Il présente une orbite caractérisée par un demi-grand axe de 2,85 UA, une excentricité de 0,01 et une inclinaison de 1,2° par rapport à l'écliptique.

## Compléments